# Нікольський Затон
Ні́кольський Зато́н (рос. Никольский Затон) — присілок у складі Юр'янського району Кіровської області, Росія. Входить до складу Гірсовського сільського поселення.
Населення становить 21 особа (2010).